# Pouzdřany
Pouzdřany település Csehországban, Břeclavi járásban. Pouzdřany Uherčice, Vranovice, Ivaň, Dolní Věstonice, Popice, Strachotín és Pasohlávky településekkel határos. Lakosainak száma 803 fő (2024. január 1.).

## Népesség
A település lakosságának változását az alábbi diagram mutatja:
| Lakosok száma | 1235 | 1218 | 1143 | 1098 | 876  | 736  | 755  | 763  | 746  | 803  |
|               | 1869 | 1900 | 1921 | 1961 | 1980 | 2011 | 2016 | 2019 | 2021 | 2024 |